# Andy Secombe
Andy Secombe (født 26. april 1953 i Mumbles, Wales) er en walisisk skuespiller og forfatter. Han havde rollen som Watto i Star Wars Episode I og II og har også bidraget med stemmen til flere Star Wars-computerpil, blandt andet Star Wars: Knights of the Old Republic II – The Sith Lords.
Han begyndte senere at skrive bøger og har udgivet fire fantasy-romaner. I 2005 vendte han tilbage til skuespil og har for det meste holdt sig inden for science fiction-kategorien.